# 高仙芝
高 仙芝（こう せんし、韓国語: 고선지, ラテン文字転写: Go Seon-ji、拼音: Gāo Xiānzhī、? - 天宝14載12月21日（756年1月27日））は、高句麗系の唐の軍人。西域で活躍し、タラス河畔の戦いでアッバース朝のイスラム軍と交戦した。

## 生涯

### 西域での奇功
高句麗の出身で、父の名は舎鶏といった。容貌が美しく、騎射に長け、勇敢で決断力があったが、父からは柔弱なところがある性質を心配されていたという。父が河西軍に従軍して功績があったので、安西軍に入って、20歳余で游撃将軍を拝した。安西節度使の田仁琬・蓋嘉運だったころには名は知られていなかったが、後任河西節度使の夫蒙霊詧に重用された。
開元29年（741年）、達奚部落が唐に反し、北上し、碎葉城に向かって移動していた。都知兵馬使となっていた高仙芝は、夫蒙霊詧の命令で2千騎で討伐に赴き、追いつき、疲れを見せていた達奚部落を皆殺しにした。同年に、安西副都護・四鎮都知兵馬使に任命された。
小勃律（ギルギット）国が唐に反して吐蕃（チベット）につき、付近20数カ国が吐蕃に与していたおり、田仁琬の頃から三回も討伐軍を出していたが、いずれも失敗に終わっていた。天宝6載（747年）、高仙芝は配下の封常清・李嗣業・監軍の辺令誠ら歩騎一万を率いて討伐に出た。歩兵も全て馬を持ち、安西（クチャ）を出発し、カシュガルを通り、パミール高原に入り、五識匿国（シュグニー地方）に着いた。
その後、軍を三分して、趙崇玼と賈崇瓘に別働隊を率いさせ、本隊は護密国を通って、後に合流することにした。高仙芝たちはパミール高原を越え、合流に成功し、急流のパンジ川の渡河にも成功する。この地で吐蕃軍が守る連雲堡（現在のアフガニスタンのサルハッド付近にあった）を落とし、5千人を殺し、千人を捕らえた。ここで、進軍に同意しなかった辺令誠と3千人の兵を守備において、さらに行軍した。
峻険な20kmもほぼ垂直な状態が続くと伝えられるダルコット峠（4703メートル）を下り、将軍の席元慶に千人をつけ、「大勃律（バルチスタン）へ行くために道を借りるだけだ」と呼ばわらせた。自身の小勃律の本拠地の阿弩越城への到着後、吐蕃派の大臣を斬り、小勃律王を捕らえ、パンジ川にかかった吐蕃へ通じる藤橋を切った。その後、小勃律王とその后である吐蕃王の娘を連れ、帰還する。西域72国は唐に降伏し、その威が西アジアにまで及んだ。

### タラス河畔の戦い
途上に都の長安に直接、判官の王庭芬を使わして戦勝報告を行った。そのため、無視された夫蒙霊詧の怒りを買ったが、辺令誠が玄宗に彼をかばう上奏をしたため、夫蒙霊詧は都に呼び返され、高仙芝が代わりに安西四鎮節度使に任命され、鴻臚卿・御史中丞に任じられた。その後も、高仙芝が夫蒙霊詧に謹直な態度をとったために、夫蒙霊詧は恥じいったという。副都護の程千里・衙将の畢思琛たちは夫蒙霊詧に高仙芝を讒言していたが、各々、一言ずつ侮辱しただけで「もう恨みはしない」と断言したため、軍は安んじたという。
天宝8載（749年）には左金吾衛大将軍の官位を加えられ、天宝9載（750年）にはトハラ（吐火羅）国からの要請に応じ、吐蕃と結んだといわれる朅師（チトラル）国を攻め、王を捕らえ、別王を立てている。また、西トルキスタンのタシュケント（石国）に、偽って和睦を結んで攻撃し王を捕らえ、その財宝を略奪した。天宝10載（751年）長安に入朝した後、タシュケント王を献上してから殺し、開府儀同三司を加えられた。
タシュケント王子が逃亡し、各地の王に唐の横暴を説いて回った。当時、勃興したばかりのイスラム帝国・アッバース朝の勢力が西トルキスタンに及び始めており、諸国の訴えを聞いたホラーサーン総督アブー・ムスリムがイスラム軍総計10万人を派遣。高仙芝は李嗣業・段秀実ら3万人を率いて、長躯してタラス城に着き、イスラム軍と対峙したが、カルルク部族が造反し挟撃され、大敗した。高仙芝は李嗣業の意見に従い、退却した。高仙芝は長安に戻り、右羽林大将軍・密雲郡公に任じられた。

### その最期
天宝14載（755年）、安禄山が反乱を起こし安史の乱が勃発。栄王李琬（玄宗の皇子）が討伐軍の元帥に、高仙芝が副元帥に任じられた。高仙芝は飛騎、彍騎などの軍に募兵を加えた、総勢数十万といわれる天武軍を率い、すでに討伐軍の将に任じられていた封常清に続くことになった。陝郡まで来たところで、安禄山側に洛陽を奪われて敗走してきた封常清と会う。そこで、封常清の進言に従い、函谷関の西の潼関まで退くことを決める。太原倉を開いて全て兵士に渡し、残りを焼いて退却した。その時、安禄山軍に攻められて、唐軍は多くの兵が逃げて、踏みにじりあって死に、大量の武器、鎧、兵糧が放棄された。しかし、潼関への退却は成功し、安禄山軍は撤退した。
しかし、再び監軍となっていた辺令誠が口出しするのを無視したため、封常清とともに、玄宗に対する讒言を受けてしまったと言われる。玄宗は両名に対する処刑命令を辺令誠に下した。まず、封常清が処刑され、高仙芝も戻ってきたところを捕らえられた。高仙芝は「退却したのが罪なら、死も辞さないが、資財・兵糧を盗んだというならば冤罪だ」と言い、配下に向かって「私に罪があるなら、うち明けるがよい。そうでなければ『枉』（冤罪）と叫べ」と呼びかけると、軍中からの「枉！」という叫びが大地を揺るがした。封常清の死体に「君は私が抜擢し、私に代わって節度となった。今度は君と同じ所で死ぬ。天命なのだな！」と語り、処刑された。
将軍の李承光が代わりに指揮したが、新たに副元帥に任じられた哥舒翰は潼関の守備に失敗し、玄宗は長安を出奔する結果となった。

## 伝記資料
- 『旧唐書』巻百四 列伝第五十四「高仙芝伝」
- 『新唐書』巻百三十五 列伝第六十「高仙芝伝」
- 『資治通鑑』

## 主人公とした小説
- 陳舜臣「パミールを越えて」（短編）

## 主人公とした漫画
- 園田光慶「高仙芝」（「中国英傑伝1」収録、講談社漫画文庫、1997年）